# BFF Report
BFF Report é o nome dado a série de videos feitos por Mike B ou Fony e pela empresa ZAM. Os vídeos revisam os mais novos jogos eletrônicos do tipo MMO (Massively Online Multiplayer). Mike B também é conhecido pelo seu poscast "Legendary", que faz com seus amigos falando sobre o MMORPG World of Warcraft. BFF Report ficou famoso por ser muitas vezes engraçado e divertido. Os jogos revisados não recebem nenhuma nota, mas são completamente revisados.